# Avestaforsen
Avestaforsen je švédský němý film z roku 1897. Režisérem je Alexandre Promio (1868–1926). Film měl premiéru 3. července 1897 ve Stockholmu.
Alexandre Promio pobýval na začátku léta 1897 asi dva týdny ve Švédsku, aby proslavil filmy bratrů Lumièrů. Při svém pobytu vytvořil 14 filmů a zaučil zde i prvního švédského tvůrce filmů Ernesta Flormana.

## Děj
Film zachycuje šumivé proudy vodopádu v řece Dalälven ve městě Avesta.